# 洛韦
11°51′53″N 104°45′14″E / 11.86472°N 104.75389°E
洛韦，是柬埔寨历史上的一座古代城市，其遗址位于磅清扬省磅德拉拉县的一个村庄，在乌栋的正北面。越南古籍《大南實錄》稱其為羅碧、爐越。
1431年吴哥被暹罗人攻陷之后，博涅亚迁都至菩萨；柬埔寨国王拖摩闍鐵羅闍死后，乃依·坎和安赞一世争夺王位，最终安赞一世胜利。
由于菩萨城太过接近暹罗领土，安赞一世选择洛韦為柬埔寨新的首都。其另一个原因是洛韦城较为坚固。1553年，安赞一世在洛韦建立自己的宫殿。
1593年，洛韦城被暹罗国王纳黎萱攻破，柬埔寨势力大为衰弱。此后的柬埔寨成为其两大强邻——暹罗和越南的附庸，成为这两国的争夺对象。
1618年，柬埔寨迁都于乌栋。